# Jan Haar

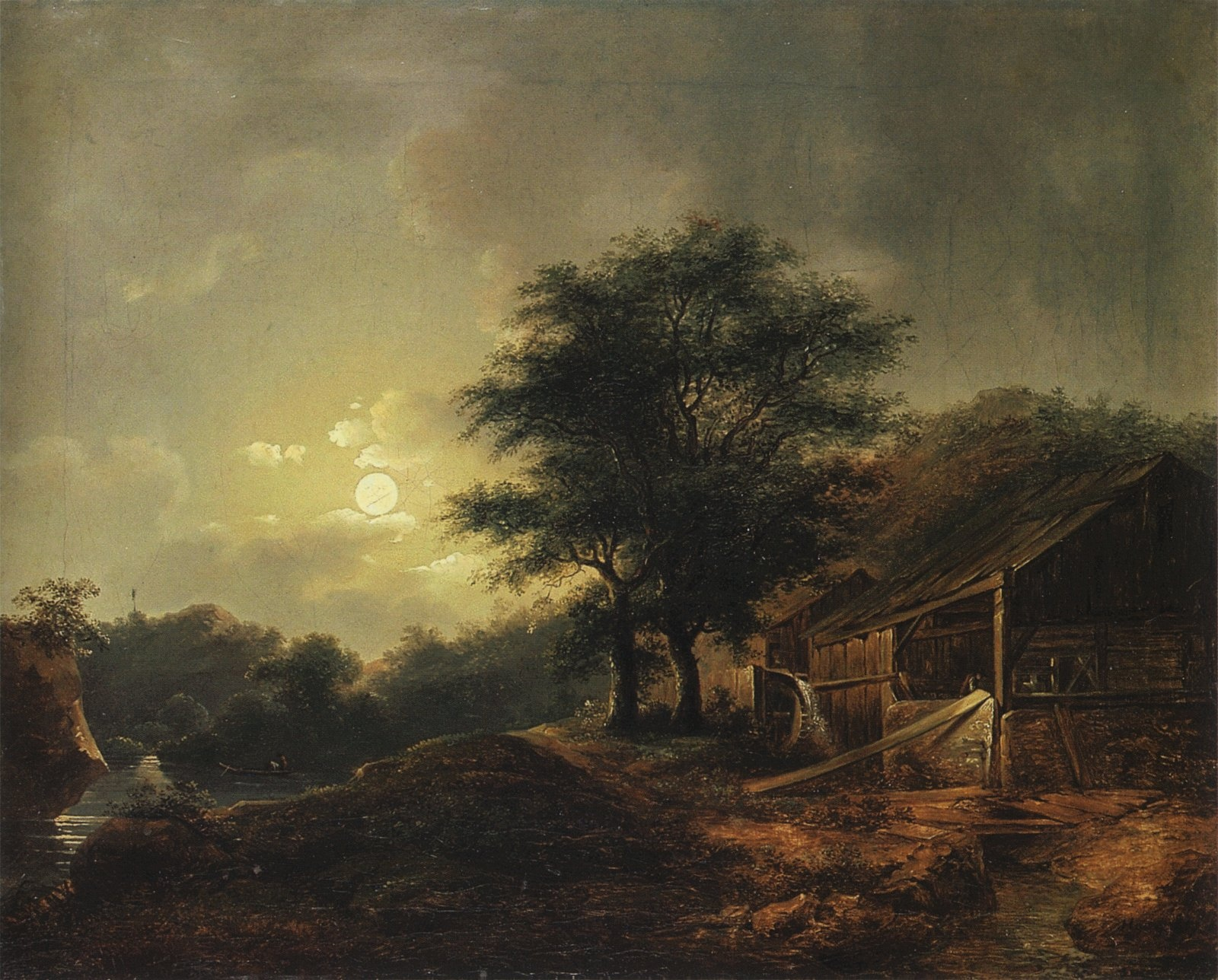
Młyn wodny w świetle księżyca, obraz nawiązujący do XVII-wiecznego malarstwa holenderskiego

Jan Józef Haar, Johann Haar (ur. w 1791 w Warszawie lub ok. 1795 we Lwowie, zm. w 1838 lub 1840 we Lwowie) – polski malarz działający we Lwowie.
Jego ojcem był emigrant holenderski zajmujący się muzyką. Uczył się w wiedeńskiej Akademii u Fügera. 
Haar specjalizował się w malowaniu miniatur portretowych, choć są znane obrazy większego formatu jego autorstwa o różnej tematyce oraz rysunki. Tworzył w stylu biedermeier. Ponadto zajmował się nauczaniem.  
Obrazy Haara znajdują się m.in. w zbiorach muzeów narodowych w Krakowie, Warszawie i Lublinie oraz Lwowskiej Galerii Sztuki we Lwowie.